# Piotr Szumowski (komik)
Piotr Kajetan Szumowski (ur. 4 sierpnia 1993 w Londynie) – polski stand-uper.

## Życiorys
Syn Agaty i Tadeusza Szumowskiego i wnuk, ze strony matki, dziennikarza Tadeusza Olszańskiego. Jego ojciec pracował jako dyplomata, dlatego rodzina zmieniała miejsce zamieszkania. Piotr urodził się w Londynie, gdzie mieszkał przez rok. Uczęszczał do szkoły podstawowej w Zalesiu Górnym oraz w Australii. W wieku 12 lat przeprowadził się do Dublina. Obie te przeprowadzki były związane z pracą jego ojca jako ambasadora. W Irlandii chodził do gimnazjum i szkoły średniej. W 2010 przeprowadził się do Polski, w której zdał międzynarodową maturę.

## Stand-up

### Półczłowiek, półgłówek
Piotr Szumowski autoironicznie śmieje się z samego siebie, podkreśla, że niektóre żarty nie muszą śmieszyć widowni, a żeby to zwieńczyć stworzył stand-up Półczłowiek, półgłówek. W 2017 wydał książkę o tytule Komik dookoła świata. W 2020 nagranie stand-upu zostało opublikowane na YouTube i otrzymało nagrodę Golden Mic w kategorii „najlepsze nagranie w internecie”.

### Komik dookoła świata
W 2015 roku wybrał się w podróż dookoła świata, która trwała 409 dni. Głównym celem było zrobienie stand-upu w każdym odwiedzonym kraju. Ostatecznie wystąpił po hiszpańsku i angielsku w ponad 30 krajach. 
W 2017 wydał książkę opisującą jego podróż pt. Komik dookoła świata.

### Komik dookoła świata 2
Jako pierwszy komik w historii wystąpił na Antarktyce. 
W 2024 wydał książkę pt. Komik dookoła świata 2 będącą opisem jego drugiej wyprawy. 

### Roasty
- Roast Pudziana (3 kwietnia 2022)[11]

## Inne występy
- Hinduska reklama pluginu do kontroli spalin w samochodzie[12]
- Program Kuby Wojewódzkiego (s37e11)[13]
- Teledysk Jakuba Grabowskiego „Mój przykry lajf”[14]

## Książki
- Komik dookoła świata (2017)[15]
- Komik dookoła świata 2 (2024)[16]

## Nagrody i wyróżnienia

### 2020
- Golden Mic – najlepsze nagranie w internecie[6]
- Golden Mic – stand-uper roku[17]

### 2021
- Najlepiej oceniony polski stand-up na YouTube za Czech Republic[18]

### 2022
- 9 miejsce w rankingu najpopularniejszych stand-uperów w Polsce w roku 2022 (stan na 15 grudnia 2022)[19]